# Molinet d'àncora

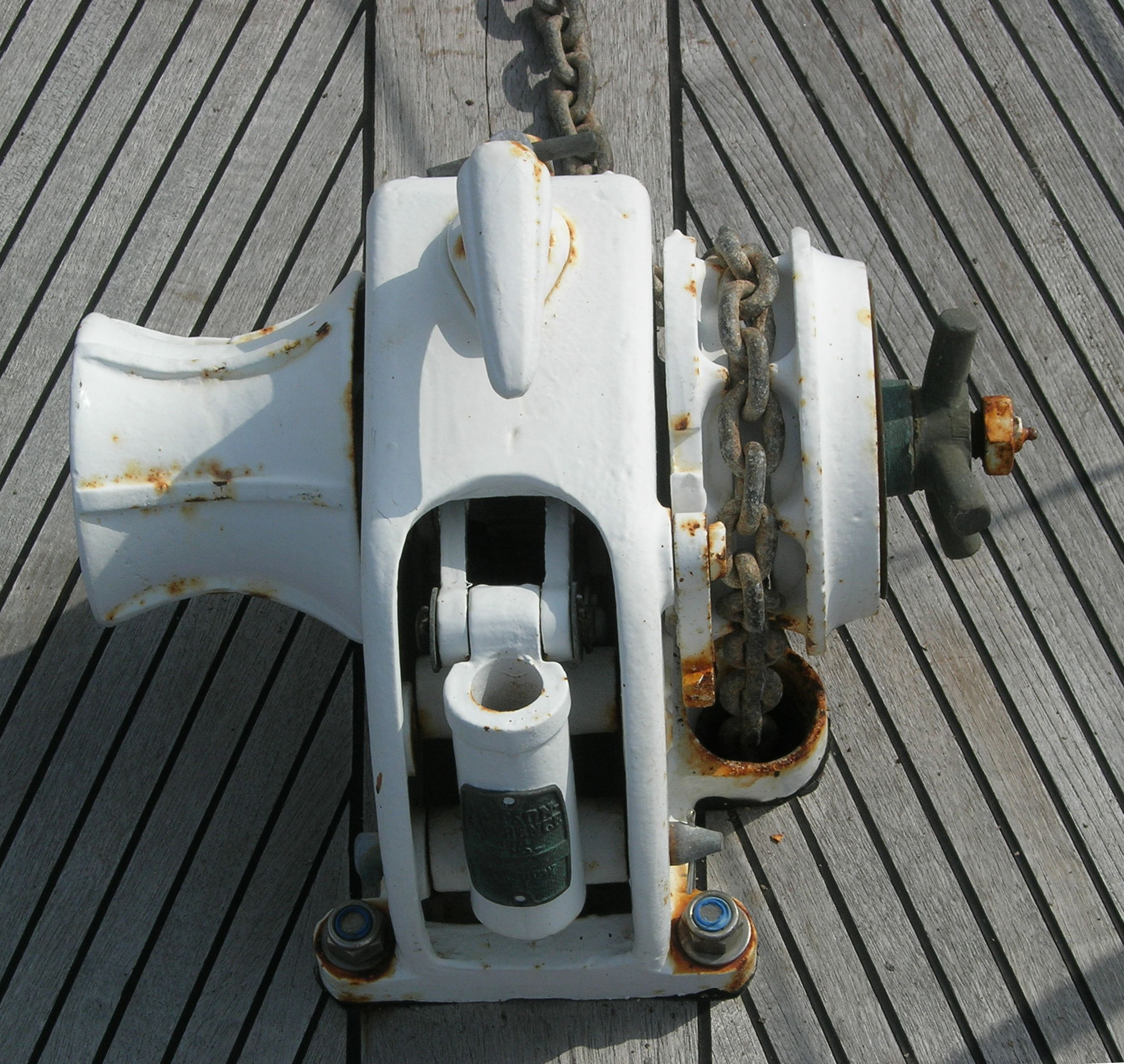
Molinet d'àncora d'un vaixell

El molinet d'àncora o gigre d'àncora és un cabrestant d'eix horitzontal utilitzat en els vaixells per hissar l'àncora.

## Descripció

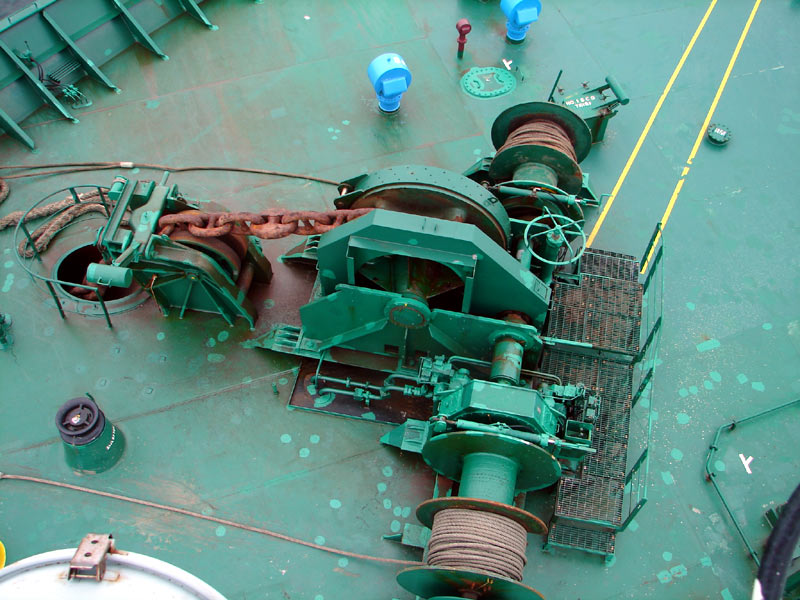
Molinet d'àncora d'un gran vaixell

Un gigre d'àncora és un tipus de gigre que sosté la cadena d'àncora o el cable d'acer en vaixells que s'utilitza per a recuperar i baixar l'àncora. Una cadena d'àncora normalment implica l'ús d'una roda nidificada per obtenir una adherència en els enllaços de la cadena. El gigre d'àncora està equipat amb un fre de banda per mantenir tensa la cadena i per aturar-ne l'acceleració durant la caiguda de l'àncora. Els gigres col·locats a la safata sovint també estan equipats amb un cap solt. Això permet creuar les cadenes abans de l'amarratge, després del qual s'inverteixen
En els vaixells de vela vells i tradicionals, un gigre d'àncora solia ser operat a mà. Més tard es va utilitzar una unitat de vapor. Amb el temps, la majoria dels gigres d'àncora s'ha anat substituint cada vegada més pels elèctrics o impulsats hidràulicament, tot i que en vaixells de plaer encara s'utilitzen gigres de mà .

## Funcionament
El molinet sol trobar-se a la proa, per sobre de l'armari de la cadena. El seu funcionament pot ser manual, hidràulic, elèctric o a vapor. La corona que s'adapta a la dimensió de la cadena de l'àncora i que s'utilitza per fer-la girar s'anomena corona de barbotin. Els elements exteriors que s'utilitzen per fer encaixar les baules s'anomenen ninots, els altres elements genèrics quan existeixen s'anomenen simplement rodets.
Els rodets dentats poden estar o no agafats a l'eix de tracció del molinet, també disposen d'un sistema de fre mecànic propi.
Per evitar que la cadena faci més de les tres quartes parts d'un gir sobre les rodes dentades, s'afegeix una part anomenada 'llengua de bou', que condueix la cadena si és necessari.
Davant del molinet hi ha dos taps de cadena, que permeten eliminar la tensió de la cadena sobre el molinet un cop que el vaixell es troba ancorat.

## Galeria d'imatges

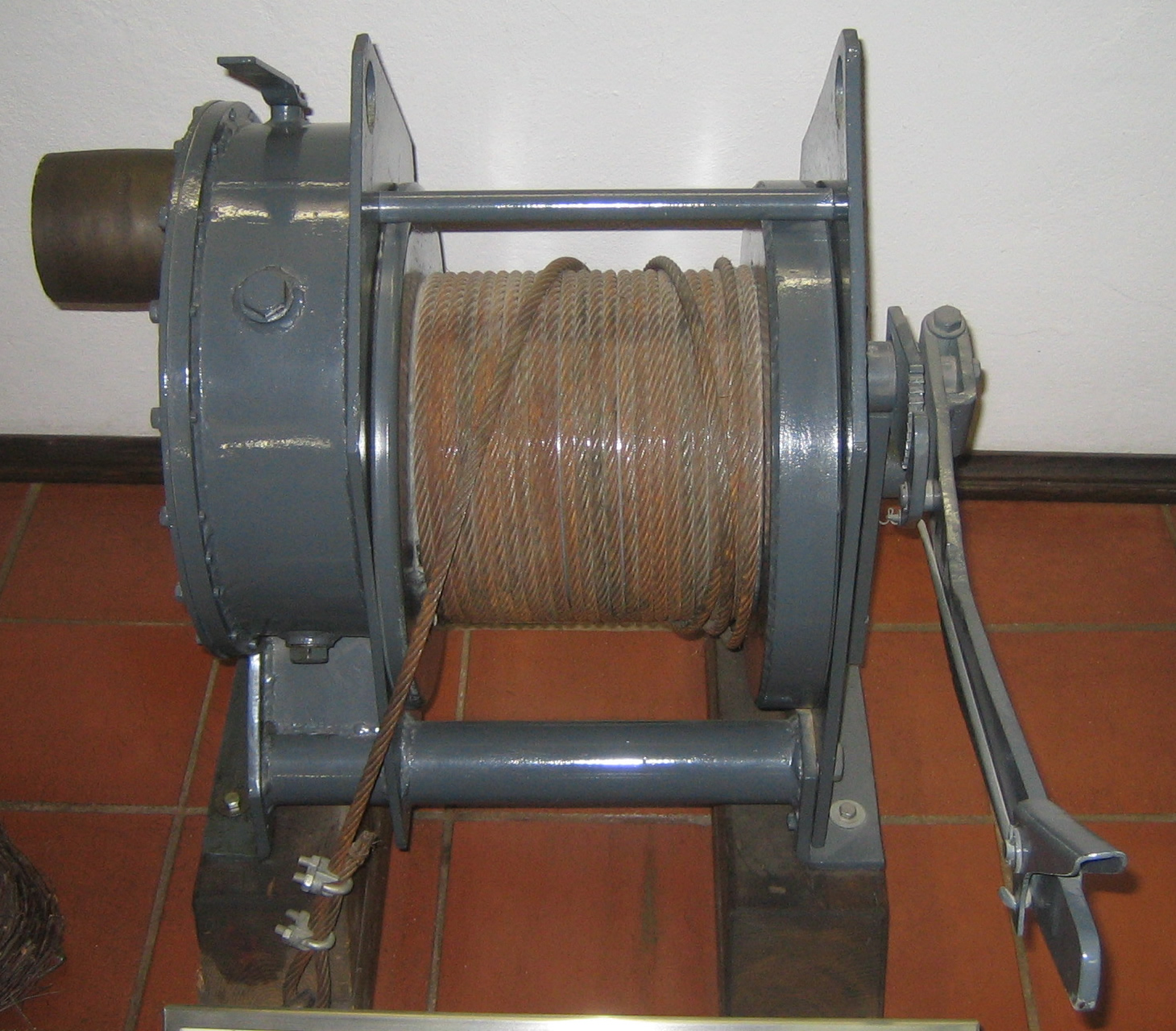
Molinet d'àncora de cable
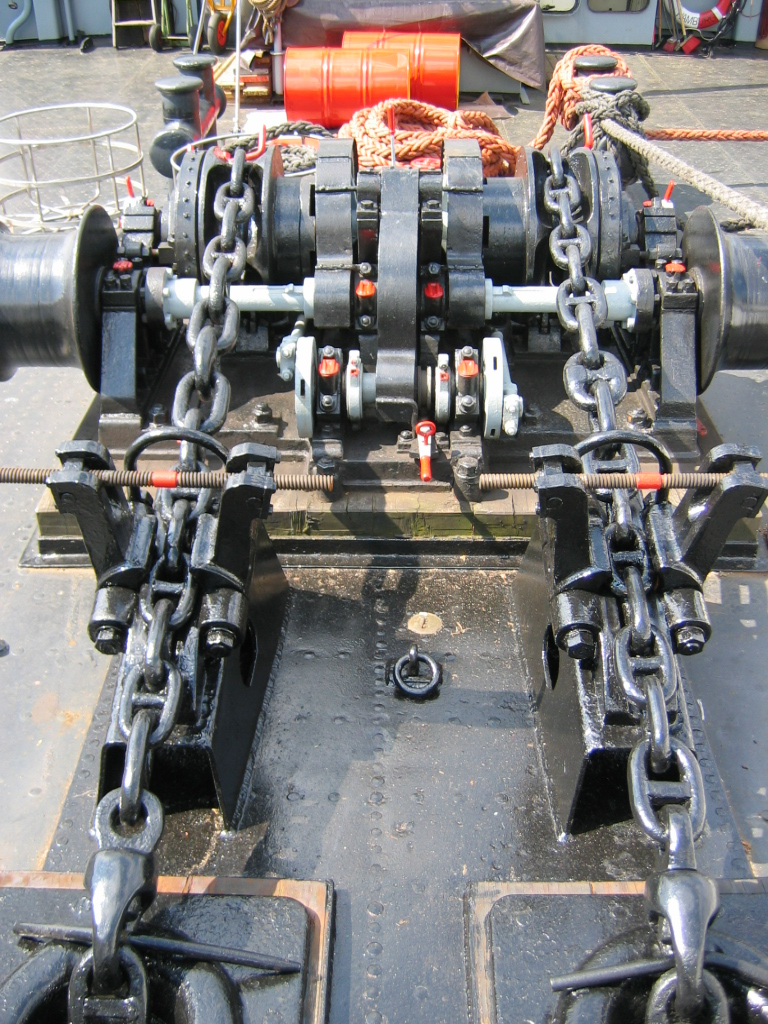
Cadenes des del molinet fins als arbres
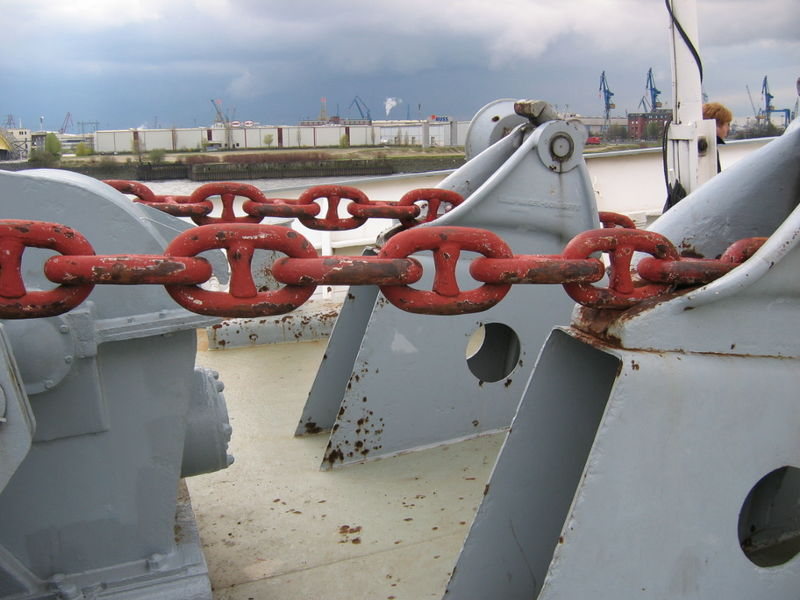
Entre el molinet (esquerra) i els taps (dreta)
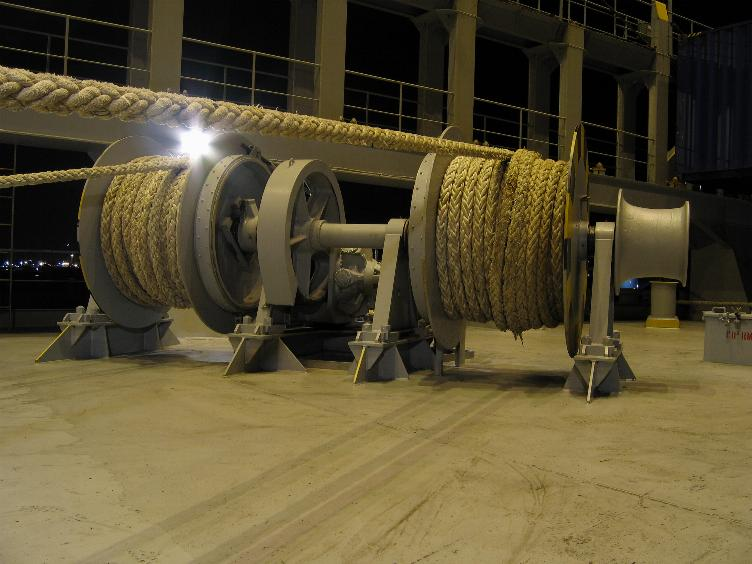
Llotja de vent amb rodets en un portacontenidors